# Женщина с жемчужным ожерельем
«Женщина с жемчужным ожерельем» — картина нидерландского живописца Яна Вермеера, написанная в 1662—1665 годах. Хранится в Берлинской картинной галерее.
На картине изображена молодая женщина, скорее всего из высшего сословия, которая завершает свой утренний туалет, подвязывая на шею жемчужное ожерелье с двумя жёлтыми лентами. Спокойное выражение её лица и жемчужная серёжка в ухе свидетельствуют о привычности ношения дорогих украшений. Сцена типична для Вермеера, на многих картинах которого изображены женщины в схожей обстановке бытовой повседневности. Этот же персонаж появляется на картинах «Любовное письмо» и «Дама, пишущая письмо».
Женщина в отороченном мехом жёлтом полушубке стоит боком к зрителю в лучах солнечного света, проникающих через окно. Прочие элементы характерны для многих других картин Вермеера — использование синих и жёлтых оттенков, солнечный свет из окна с занавесками слева, белая стена на фоне, предметы домашнего обихода, выразительный профиль персонажа. На столе размещены предметы туалета — тазик с водой, гребень, кисть для пудры — возможно, символизирующие легкомысленность молодых женщин из высшего сословия, отсутствие домашних обязанностей и склонность к пустячным занятиям. Орнамент наличников на окне аналогичен орнаменту на картине «Молодая женщина с кувшином воды».
Значительную часть картины занимает белая стена, позволяющая художнику придать женщине бо́льшую выразительность и сосредоточить всё внимание зрителя на ней, без отвлечения на посторонние предметы. Жёлтые занавески создают цветовой баланс с одеждой женщины. Тёмно-синяя скатерть слева придаёт картине контраст, необходимый Вермееру для закрепления геометрической компоновки.
Изучение деталей одежды выявило некоторые особенности техники живописи Вермеера. Микроскопические мазки кистью формируют множество тончайших бело-серых слоёв — таким образом Вермеер, как и многие другие художники эпохи барокко, стремился придать изображению максимальную реалистичность. Благодаря этому историки имеют возможность более детального исследования повседневного быта того времени. Во второй половине XVII века меховые изделия были широко распространены в Нидерландах из-за продолжительных и суровых зим, и данный полушубок, появляющийся на других картинах Вермеера, несомненно был написан в его доме с натуры.
Небольшое зеркало в чёрной раме из эбенового дерева рядом с окном также указывает на состоятельность и высокий общественный статус. Зеркала, часто появляющиеся на картинах Вермеера, могут символизировать женственность, тщеславие, двойственность женской природы или даже быть элементом ванитас — напоминанием о смерти. К последней версии склонялся, по-видимому, Сальвадор Дали, высказавшись о картине следующим образом: 

«Жемчужина возведена на вершину самой высокой иерархии объективного мифа именно Вермеером Дельфтским. Она — навязчивый мотив неустанно сложной, сверхъясной и древней мысли этого художника, обладающего световым чувством смерти <…>. Вермеер — это подлинный художник призраков. Женщина, примеряющая свое жемчужное ожерелье перед зеркалом, — это самое доподлинно призрачное полотно, которое когда-либо было написано»
Общепринятой трактовки вермееровских зеркал не существует.